# Exocarpos aphyllus
Exocarpos aphyllus är en sandelträdsväxtart som beskrevs av Robert Brown. Exocarpos aphyllus ingår i släktet Exocarpos och familjen sandelträdsväxter. Inga underarter finns listade i Catalogue of Life.